# Giuseppe Ugolini (pittore)
Giuseppe Ugolini (Reggio nell'Emilia, 3 giugno 1826 – San Felice Circeo, 28 ottobre 1897) è stato un pittore italiano, specializzato in ritratti.

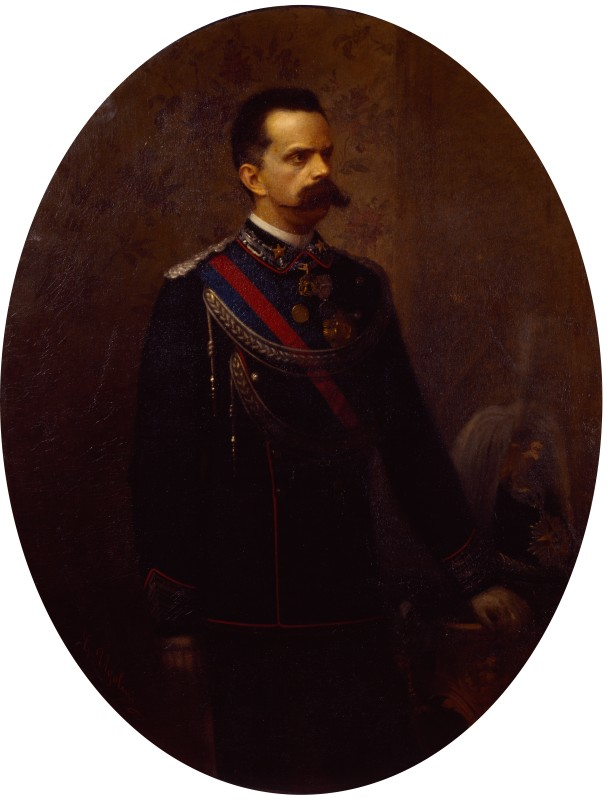
Ritratto di Umberto I di Savoia, 1878-1881 (coll. Fondazione Cariplo)

Eseguì anche la decorazione pittorica del teatro di Reggio Emilia e del teatro comunale di Carpi.